# 鹿毛みさ
鹿毛 みさ（かげ みさ）は、日本のフィギュアスケート選手（アイスダンス）。パートナーは竹田正徳。全日本フィギュアスケート選手権優勝3回（1974年、1975年、1976年）。1977年世界選手権代表。

## 経歴
1973年、竹田正徳とカップルを組み全日本ジュニア選手権で2位に入る。
1974年、全日本選手権で初優勝し、それ以降も1976年まで、同大会で3連覇を果たす。1977年、日本で開催された世界選手権に出場。

## 主な戦績
| 大会/年              | 1973-74 | 1974-75 | 1975-76 | 1976-77 |
| -------------------- | ------- | ------- | ------- | ------- |
| 世界選手権           |         |         |         | 14      |
| 全日本選手権         |         | 1       | 1       | 1       |
| 全日本ジュニア選手権 | 2       |         |         |         |